# ياسر سيف
ياسر سيف ممثل بحريني مواليد المنامة البحرين 1968 حاصل على درجة البكالوريوس في التمثيل والإخراج من المعهد العالي للفنون المسرحية دولة الكويت 1990م حضر الكثير من الورش والدورات المتخصصة في فن الماكياج أهمها دبلوم في فنالماكياج والخدع والمؤثرات الخاصة من شركة ((Make Up For Ever)) باريس 1998 وضع مكياج للعديد من عمالقة الفن ومنهم الفنان عادل إمام وعبد الحسين عبد الرضا وداوود حسين وسمير غانم وشريهان والكثير من الفنانين والفنانات.
وهو أيضا ممثل له كركترات عديدة خصوصا في مسلسل النيران حيث قام بتأدية دور عزوز الخبل، وانقطع عن التمثيل، سئل أكثر من مرة عن سبب ابتعاده عن التمثيل فكان جوابه ان المخرجين أو المنتجين لايطلبونه لتمثيل. وهو يعمل الآن أختصاصي مسرح بإدارة الثقافة والفنون بوزارة الإعلام.

## أعماله

### المسلسلات
- تصانيف
- نيران

### في الدبلجة
- السيارة المرحة بومبو